# Wilhelm Bacher
Pour les articles homonymes, voir Bacher.

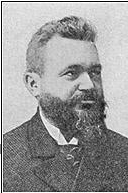
Wilhem Bacher (Jewish Encyclopedia)

Wilhelm Bacher (12 janvier 1850–25 décembre 1913) est un rabbin progressiste, orientaliste et linguiste juif hongrois, né à Liptó-Szent-Miklós, et fils de l'écrivain Simon Bacher. Lui-même est un auteur hautement prolifique, ayant écrit ou coécrit environ 750 travaux au cours de sa carrière. Il contribue à de nombreuses encyclopédies et autres projets collaboratifs, surtout à la Jewish Encyclopedia au cours de ses douze volumes (Dotan 1977). Bien que la plupart des travaux de Bacher soient écrits en allemand ou en hongrois, beaucoup sont traduits en hébreu par Alexander Ziskind Rabinovitz, à la demande expresse de Hayyim Nahman Bialik.

## Éducation
Wilhelm fut éduqué aux écoles hébraïques de Szucsán et de sa ville natale, puis au Lycée Évangélique de Presbourg de 1863 à 1867, tout en suivant assidument des études talmudiques.
En 1867, il commença l'étude de la philosophie et des langages orientaux — ces dernières sous la tutelle d'Ármin Vámbéry — à l'université de Budapest, suivant en sus les cours de Talmud dispensés par Samuel Löb Brill. En 1868, il se rendit à Breslau pour continuer ses études de philosophie et philologie à l'université de Breslau, puis de théologie au Jüdisch-Theologisches Seminar de Breslau. Il fut diplômé à l'Université de Leipzig en 1870. Sa thèse de graduation, intitulée Nizâmî's Leben und Werke, und der Zweite Theil des Nizâmî'schen Alexanderbuches, parut en 1871, et fut traduite en anglais en 1873 par S. Robinson, laquelle traduction fut incorporée à la collection Persian Poetry for English Readers. En 1876, Bacher reçut sa semikha du Seminar, et fut nommé au poste de rabbin de Szégedin, qui était vacant depuis la mort de Leopold Löw.

## Fonctions officielles
Le 1er juillet 1877, Wilhelm Bacher fut nommé, avec Moses Bloch et David Kaufmann, par le gouvernement hongrois à la fonction de professeur de la Landesrabbinerschule de Budapest fraichement créée. Bacher prononça le discours inaugural au nom de la faculté le 4 octobre 1877, et enseigna les sciences bibliques, l'histoire juive, et diverses matières dans cette institution. Il fut également aumônier en 1878 dans l'armée austro-hongroise, délégué aux quartiers généraux de l'armée d'occupation en Bosnie.
La congrégation de Pest le nomma également directeur du Talmud Torah en 1885. Un an plus tôt, il avait fondé avec Joseph Bánóczi la revue judéo-hongroise, Magyar Zsidó Szemle, qu'ils publièrent conjointement durant les sept premières années. En 1894, il participa à la fondation de la Société Littéraire Judéo-Hongroise, Izraelita Magyar Irodami Társulat, dont il devint le vice-président en 1898. Cette société institua une nouvelle traduction de la Bible en hongrois — la première traduction complète due à une initiative uniquement juive. Les premières revues annuelles de la société furent publiés par Bacher, en collaboration avec F. Mezey puis D. Bánóczi.

## Travaux
Wilhelm Bacher est l'auteur des travaux suivants:
- Muslicheddin Sa'adî's Aphorismen und Sinngedichte, zum Ersten Male Herausgegeben und Uebersetzt, mit Beiträgen zur Biographie Sa'adi's, 1879.
- Diverses contributions à l'histoire de la littérature persane, dans la Z. D. M. G.
- Kritische Untersuchungen zum Prophetentargum, ib. 1874.
- Discussions of the Targum on Job and the Psalms, in Monatsschrift, 1871, 1872.
- Abraham ibn Ezra's Einleitung zu Seinem Pentateuchcommentar, als Beitrag zur Geschichte der Bibelexegese Beleuchtet, in Sitzungsberichte der Kaiserlichen Akademie der Wissenschaften, 1876.
- Die Grammatische Terminologie des Jehuda b. David Hajjugs, ib. 1882.
- Die Hebräisch-Arabische Sprachvergleichung des Abulwalîd Merwân ibn Ganachs, ib. 1884.
- Die Hebräisch-Neuhebräische Sprachvergleichung des Abulwalîd, ib. 1885.
- Die Agada der Babylonischen Amoräer (Premier Rapport Annuel de la Landesrabbinerschule de Budapest, 1878; également imprimé séparément). Cet ouvrage, comme les autres publiés dans les rapports annuels de l'Institut Rabbinique National, fut publié conjointement en hongrois.
- Abraham Ibn Ezra als Grammatiker, ib. 1881
- Leben und Werke des Abulwalîd Merwân Ibn Gānāḥ und die Quellen Seiner Schrifterklärung, ib. 1885.
- Aus der Schrifterklärung des Abulwalîd Merwân ibn Gānāḥ, 1889.
- Die Bibelexegese der Jüdischen Religionsphilosophen des Mittelalters vor Maimûni, 1892.
- Die Bibelexegese Moses Maimûni's, 1896.
- Ein Hebräisch-Persisches Wörterbuch aus dem Vierzehnten Jahrhundert, 1900.
- Die Agada der Tannaïten. Le premier volume de ce travail fut édité dans le Monatsschrift de H. Grätz de 1882 à 1884, apparaissant également en 1884 dans une édition séparée en l'honneur du 90e anniversaire de L. Zunz; le second volume fut publié en 1890. Une seconde édition, augmentée, du premier volume parut en 1902.
- Les trois volumes de la Agada der Palästinischen Amoräer, parus successivement en 1892, 1896, et 1899.
- Kitâb al-Luma', Le Lion des Parterres Fleuris, publié par les presses de l'École des Hautes Études, Paris, 1886. l'édition révisée par Bacher de cet ouvrage fut publiée sous le nom de Derenbourg.
- Une édition de la traduction par Saadia du Livre de Job dans l'édition de Derenbourg des travaux de Saadia (Œuvres Complètes de R. Saadia, Volume Cinquième, Paris, 1900).
- Une édition du Sefer Zikkaron, ou Grammaire Hébraïque de Joseph Ḳimḥi, publiée dans les papiers de la société Meḳiẓe Nirdamim, 1888.
- Sefer ha-Shorashim, Wurzelwörterbuch der Hebräischen Sprache, von Abulwalîd Merwân ibn Gānāḥ, aus dem Arabischen ins Hebräische Uebersetzt von Jehudah ibn Tibbon, mit einer Einleitung über das Leben und die Schriften Abulwalîd's und mit Registern und einem Anhange, Nebst Textberichtigungen zum Sefer Versehen. Il s'agit d'une édition de la traduction en hébreu du grand lexique d'Aboulwalîd, principal ouvrage grammatical de cet auteur. Dans ce papier, également publié par la société Meḳiẓe Nirdamim, Bacher corrigea le texte hébreu en accord avec l'original arabe, et mentionna les sources de toutes les citations, bibliques et autres, qui y sont contenues, ces sources étant absentes de l'édition Neubauer.
- Une compilation de divers passages du commentaire d'Ibn Ezra sur le Pentateuque dans le Magazin de Berliner et séparément, en 1894 — il s'aida pour cet ouvrage d'un codex appartenant à la bibliothèque de l'Université de Cambridge.
- Sefer Naḥalat Yehoshua', 2 vols., une rédaction des œuvres posthumes du talmudiste Kosman Wodianer (décédé en 1830), avec introduction biographique en hébreu, en connexion avec celle où il préparait une liste des correspondants de Moïshe Sofer, Aus der Ersten Hālfte Unseres Jahrhunderts, 1893.
- Sha'ar Shim'on, une édition des poèmes hébreux de son père, Simon Bacher (décédé le 9 novembre 1891), avec introduction biographique en hébreu.
- Une édition des Emendationes in Plerosque Sacræ Scripturæ V. T. Libros de H. Grätz, 1892-94.
- Un traitement des chapitres de philologie et d'exégèse dans la collection de littérature hébraïque de Winter et Wünsche, Die Jüdische Literatur. Ces contributions de Bacher ont également été publiées séparément sous les titres respectifs de : Die Jüdische Bibelexegese vom Anfange des Zehnten bis zum Ende des Fünfzehnten Jahrhunderts.
- Die Hebräische Sprachwissenschaft vom Zehnten bis zum Sechzehnten Jahrhundert, mit einem Einleitenden Abschnitt über die Masora, 1892.
- Die Anfänge der Hebräischen Grammatik, in Z. D. M. G., également édité par Brockhaus, Leipzig, 1895. Il s'agit de la première histoire de la grammaire hébraïque (Dotan 1977).
- Die Älteste Terminologie der Jüdischen Schriftauslegung—ein Wörterbuch der Bibelexegetischen Kunstsprache der Tannaïten, I. C. Hinrich, Leipzig, 1899.

Bacher fut également l'auteur de nombreuses critiques et revues dans des périodiques dédiés, comme ses livres, à la philologie hébraïque, à l'histoire de l'exégèse biblique, et à celle de la Aggada. Ses articles sont parus dans les journaux suivants:
- M. E. Stern, "Kokbe Yiẓḥaḳ," 1865-68
- "Monatsschrift," 1869-92
- "Izraelit Közlöny," 1869-70
- "Israelitische Wochenschrift und Jüdische Literaturblätter," de Rahmer, 1870-76
- "Jeschurun," I. Kobak 1871
- "Beth-Lechem" de I. Reich, Jahrbuch, 1873
- "Ha-Ḥabaẓelet," 1873; "Z. D. M. G." 1874-1902
- "Magazin für die Geschichte und Literatur des Judenthums" de Berliner 1880-94
- "Rev. Et. Juives," 1882-1902
- "Magyar Zsidó Szemle," 1884-1901
- "Hebraica" de W. R. Harper, 1884-93
- "Zeitschrift" de Stade, 1885-1901
- "Jew. Quart. Rev." 1890-1901
- "Monatsblätter" de Königsberger 1891
- Évkönyv, "Jahrbuch des Ungarisch-Israelitischen Literaturvereins," publié en hongrois, 1895-1901
- "Oẓar ha-Sefarim"
- "Gräber's Magazin für Hebrẓische Literatur," 1896
- "Zeit. f. Hebr. Bibl." 1896-1900
- "Deutsche Literaturzeitung," 1898-1901
- "Ha-Goren" de S. H. Horodeczky's
- "Abhandlung über die Wissenschaft des Judenthums," 1898-1900
- "Ha-Eshkol," "Hebräisches Jahrbuch," 1898
- "Jahrbuch für Jüdische Gesch. und Literatur," 1899-1900
- "Theologische Literaturzeitung," 1900-1
- "Keleti Szemle" ("Revue Orientale," 1902)
- "The Expository Times," 1900.

D'autres contributions de Bacher sont apparues dans des éditions spéciales, notamment pour le 70e de H. Graetz, en 1887, et le 80e anniversaire de Steinschneider, en 1896; dans l'édition spéciale en l'honneur de Daniel Chwolsohn, 1899; dans le livre in memoriam publié lors du 100e anniversaire de la naissance de Samuel David Luzzatto en 1900, à Berlin; pour le livre publié in memoriam du professeur David Kaufmann, en 1900.
Bacher a également contribué à l'article Levita dans la Allgemeine Encyklopädie de Ersch & Gruber, aux articles Sanhedrin et Synagoge dans le dernier volume du Dictionary of the Bible de Hastings & Selbie's.